# NGC 6912
NGC 6912 (również PGC 64700) – galaktyka spiralna z poprzeczką (SBc), znajdująca się w gwiazdozbiorze Koziorożca. Odkrył ją 14 sierpnia 1881 roku Edward Singleton Holden.
W galaktyce tej zaobserwowano supernową SN 2009dp.